# Ernst Granhammar
Ernst Granhammar, född 2 november 1881 i Vadsbro socken, död där 27 mars 1946, var en drivande kraft inom bland annat folkdansrörelsen.

## Biografi
Ernst Leonard Pettersson föddes på Lagmansö och fadern Johan Pettersson var kusk där. Från tidiga barnaår bar han med sig en stark känsla för hembygden, dess allmoge- och herrgårdskultur.
Efter några år som tjänsteman på Kungliga slottet och hos generalkonsul Axel Johnsson blev han 1915 anställd av Nordiska Riksmuseet (idag Naturhistoriska riksmuseet). Samma år bytte han namn från Pettersson till Granhammar. Han anställdes som vaktmästare för att 1926 befordras till uppsyningsman. 1944 skulle han pensioneras men kvarstod i tjänst ytterligare ett år till november 1945. Han tilldelades medalj för nit och redlighet i rikets tjänst för sin långa tjänstgöring på museet. Han var sedan 1908 gift med Anna Octavia ”Vivan”, (1882-1960) född Engman. De hade inga egna barn men han hade flera syskonbarn, enligt dödsannonsen. Han avled i sitt hem i Vadsbro, dit han flyttat från Stockholm efter pensioneringen.

## Verksamhet
1918 var han en av initiativtagarna till en samorganisation för folkdansarna i Sverige. På hans förslag anordnades den första folkdanskongressen på Skansen i Stockholm 1920 där Svenska Folkdansringen bildades. Organisationen ändrade 1922 sitt namn till Svenska Ungdomsringen för Bygdekultur, och återtog 2005 sitt ursprungliga namn.
På Granhammars förslag kom organisationen att förutom folkdans, ägna sig åt andra kulturaktiviteter såsom folkmusik, dräktforskning och hemslöjd. 1921 startade Svenska Folkdansringen en tidning med namnet Dansringen. Tidningens första redaktör blev Ernst Granhammar och han var redaktör och ansvarig utgivare fram till 1928. 1923 bytte Dansringen namn till Hembygden, som tidningen fortfarande heter.
1922 föreslog Granhammar att ett Södermanlands Spelmansförbund skulle bildas, och en interimsstyrelse tillsattes, men inget mer hände. Vid midsommartinget 1925 väckte Granhammar förslaget på nytt och en ny styrelse bildades och förbundet kom igång.
1927 tog Granhammar på nytt initiativ till bildandet av ett spelmansförbund. Den här gången var det spelmännen i Östergötland som gick samman. Granhammar lär också ha varit mycket aktiv när Närkes Spelmansförbund (sedermera Örebro Läns Folkmusikförbund) bildades året därpå.
Granhammar var med och organiserade riksspelmansstämmor på Skansen 1920, 1927 och 1939. På sin 50-årsdag 1931 tilldelades Granhammar det första Zornmärket i silver som Ungdomsringen delade ut. I samband med riksspelmansstämman 1939 fick han motta Zornmärket i guld.
Han gjorde en stor insats inom fiolproduktionen. År 1925 initierade han en utställning i Konstakademin av svenskbyggda fioler och andra instrument. Sveriges Fiolbyggarförbund bildades 1928 och Granhammar blev dess första ordförande och redaktör och ansvarig utgivare för Slöjd och Ton, fiolbyggarnas tidning. Granhammar förblev ordförande och redaktör fram till 1945/46.
1929 försökte Granhammar starta ytterligare en förening. Han föreslog att spelmännen skulle bilda ett riksförbund. Han var också med och bildade Stockholms Spelmansgille 1944 och det var hans mening att denna förening skulle vara ett embryo till ett nytt riksförbund. Sveriges Spelmäns Riksförbund bildades 1947, men då var Granhammar borta.
Som redaktör för Hembygden och senare Slöjd och Ton, hade Granhammar ett forum för att driva ideologiska frågor gällande föreningarna inom folkdans, folkmusik och hembygd. Hans skriverier präglades av nationalromantik, så mycket att senare tids forskare har antytt rasism.